# Rom polacchi
I rom polacchi (Polska Roma) sono il più grande e uno dei più antichi sottogruppi etnolinguistici romanì che vivono in Polonia. Alcuni rom polacchi vivono anche in Nord America, Svizzera, Svezia, Gran Bretagna e altri paesi dell'Unione Europea. Il termine Polska Roma (rom polacchi) è sia un etnonimo del gruppo che un termine usato nella letteratura accademica. In quanto tale, si distingue dal termine "Rom in Polonia" che denotano meglio la più ampia popolazione rom in Polonia . L'etnografo polacco Jerzy Ficowski, scrivendo negli anni '50 e '60, usava il termine "rom polacchi delle pianure " (polacco: Polscy Cyganie Nizinni ) per riferirsi allo stesso gruppo, in contrapposizione ai Bergitka, rom polacchi delle montagne, sebbene questa terminologia non sia più ampiamente utilizzata. 

## Cultura
I rom polacchi sono stati nomadi fino al ventesimo secolo. Non si sono integrati nella più ampia società polacca o nelle culture non rom di altri paesi in cui vivono. Sono infatti uno dei gruppi romanì più tradizionali. Un'eccezione a questo è che i cognomi più comuni tra i rom polacchi sono tipicamente polacchi (ad esempio Kwiatkowski o Majewski), o occasionalmente tedeschi polonizzati (ad esempio Wajs o Szwarc). I rom polacchi hanno generalmente un'interpretazione molto rigorosa delle leggi e delle pratiche culturali del Romanipen. Alcune differenze culturali sorsero tuttavia all'interno della comunità durante e dopo la seconda guerra mondiale perché i rom polacchi che trascorsero la guerra in aree controllate dall'Unione Sovietica furono in grado di mantenere le pratica più rigorose, mentre quelli sotto l'occupazione tedesca e minacciati dal genocidio dovettero compromettere la rigidità delle loro tradizioni per sopravvivere. 
Sono strettamente legati agli Xaladitka Rom, o rom russi, che emigrarono nel Commonwealth polacco-lituano insieme ai rom polacchi. Poiché gli Xaladitka si insediarono nelle regioni dell'attuale Bielorussia, divennero più prossimi alla cultura rutena, piuttosto che polacca.

## Storia

### Origini
I rom polacchi come gruppo etnolinguistico distinto si formarono durante il XVI secolo nella Polonia occidentale da rifugiati rom che erano emigrati nel Commonwealth polacco-lituano per sfuggire alla persecuzione anti-romanì nel Sacro Romano Impero . La migrazione è stata il risultato di un'ondata di pogrom, persecuzioni e leggi anti-romanì nei territori tedeschi e questo ha avuto un profondo effetto sulla cultura e la lingua dei rom polacchi. Rispetto ad altri gruppi rom, come i Bergitka (rom polacchi dei Carpazi) che erano effettivamente arrivati in Polonia all'inizio del XV secolo, le comunità di Polska Roma sono più chiuse e sospettose degli estranei (Gadjo), meno "assimilati" e più legato alla cultura tradizionale rom. La loro versione del dialetto rom ha anche incorporato molte parole e modi di dire tedeschi.

### Nel Commonwealth polacco-lituano
Tra il XVI e il XVIII secolo, il Commonwealth polacco-lituano, come altri stati europei, approvò norme anti-romanì. Tuttavia, diversamente dalla maggior parte dei paesi europei, queste leggi raramente venivano applicate in larga misura perché i Rom trovarono potenti protettori tra la szlachta (nobiltà polacca) e benigna tolleranza. I nobili polacchi, i magnati e i proprietari terrieri attribuivano un grande valore ai mestieri tradizionali dei rom, come la metallurgia, l'allevamento e la riparazione dei carri, nonché le abilità musicali (che diventarono un punto fermo standard di occasioni importanti). I rom polacchi erano di solito esentati dalle restrizioni feudali che legavano i contadini polacchi alla terra. Erano liberi di continuare lo stile di vita nomade per gran parte dell'anno, purché arrivassero nella "città natale" del loro signore nei giorni di mercato predefiniti. A tale proposito, i rom polacchi occupavano uno strato sociale superiore a quello dei contadini polacchi, nonché quello di altre popolazioni rom, come i Rom dei Carpazi (la cui mobilità era limitata). 
In molti grandi latifondi dei magnati, le comunità della Polska Roma hanno anche avuto il diritto di avere un "re", scelto per rappresentarli nelle controversie legali con gli estranei. Tuttavia, nel tempo, l'ufficio divenne una fonte di corruzione e nel XVIII e XIX secolo le persone venivano spesso scelte al di fuori del loro gruppo e tendevano a perseguire interessi personali piuttosto che comunitari. 
Ulteriori leggi anti-rom furono approvate in Polonia e Lituania quando Augusto il Forte, elettore della Sassonia, fu eletto re di Polonia nel 1697. La Sassonia come la maggior parte degli stati tedeschi dell'epoca, aveva una legislazione anti-rom molto forte (gli uomini rom dovevano essere uccisi a vista, spesso con una taglia pagata per le loro orecchie, mentre donne e bambini rom venivano sfigurati, marchiati e banditi) e alcune di queste leggi furono trasferite alla Confederazione. Tuttavia, è stata fatta una distinzione tra le leggi applicabili nello stato di Sassonia di Augusto e il Commonwealth, dove le misure più severe furono mitigate in multe pecuniarie o semplicemente mai applicate dalle autorità locali.
Poco prima delle partizioni polacche, i rom polacchi come altre classi non-szlachta, avevano ottenuto la piena cittadinanza con la Costituzione del 3 maggio . Tuttavia, questi privilegi andarono persi con le partizioni e i rom polacchi furono costretti a tornare in stato servile dalle potenze straniere (Austria, Prussia, Russia).

### Durante le partizioni polacche
Con le spartizioni della Polonia, la persecuzione della Polska Roma divenne più severa, in particolare nella partizione russa. Di conseguenza, la dimensione della popolazione del gruppo è diminuita, a un certo punto è scesa a 1000 persone all'interno del Regno del Congresso. Un altro motivo del declino generale fu che all'interno della divisione prussiana parte del gruppo sviluppò un'identità, sotto l'influenza della cultura tedesca, distinta da quelle di altri rom polacchi, che successivamente divennero i Rom Sasytka. Infine, il XIX secolo vide un afflusso di altri romanì nei territori dell'ex Commonwealth lituano polacco, in particolare i Kalderash e i Lovari. Questi gruppi sono entrati in competizione con la Polska Roma all'interno dei loro mestieri tradizionali e in molti luoghi li hanno sostituiti con successo in termini di occupazione. 

### Polonia interbellica
Dopo che la Polonia ebbe riguadagnato la sua indipendenza, le autorità polacche tesero a riconoscere il Kalderash come i rappresentanti generali della popolazione rom nel paese. Di conseguenza, i "re zingari" durante questo periodo furono scelti tra i Kalderash e la politica generalmente rifletteva gli interessi di questo gruppo, spesso a spese della Polska Roma. Quest'ultimo, come la maggior parte degli altri sottogruppi romani all'interno della Polonia che non erano Kalderash, non riconosceva l'autorità di questi rappresentanti e faceva del suo meglio per ignorarlo o aggirarlo. 

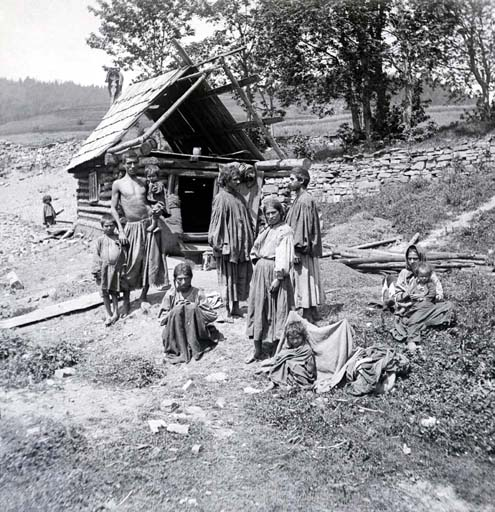
Roma in Galizia, 1895
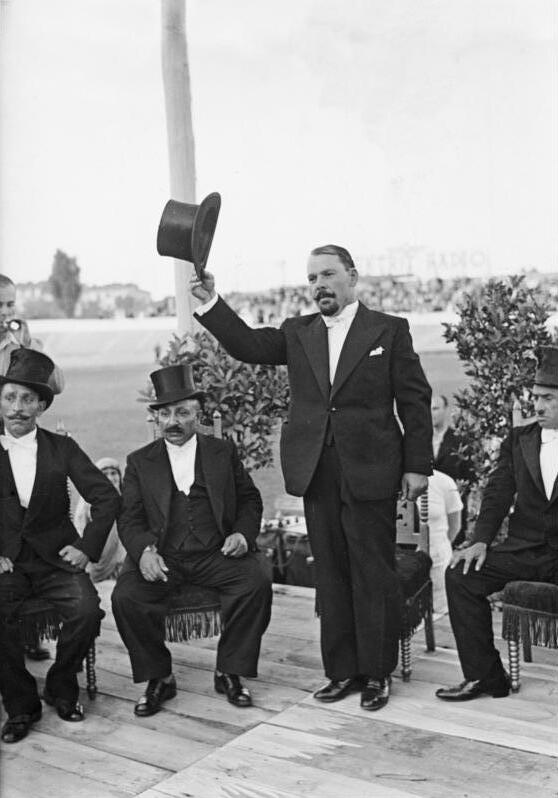
Incoronazione del "Re zingaro" a Varsavia, 1937
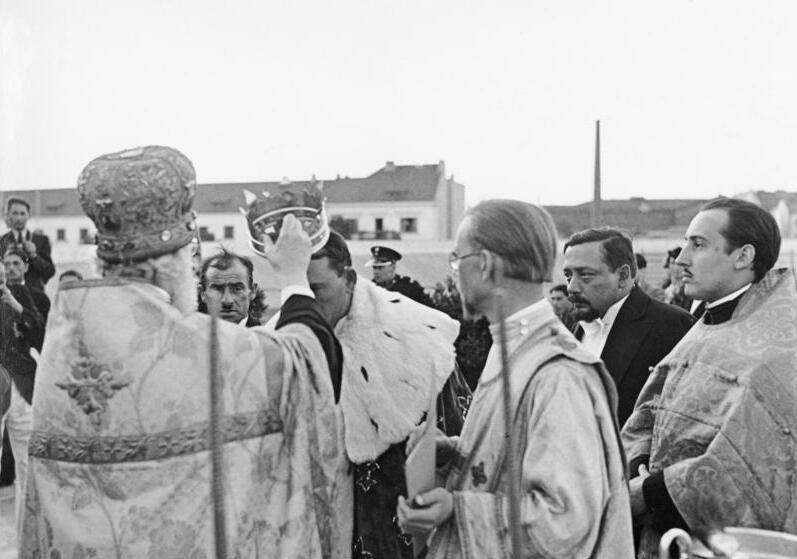
Incoronazione del "Re zingaro" a Varsavia, 1937
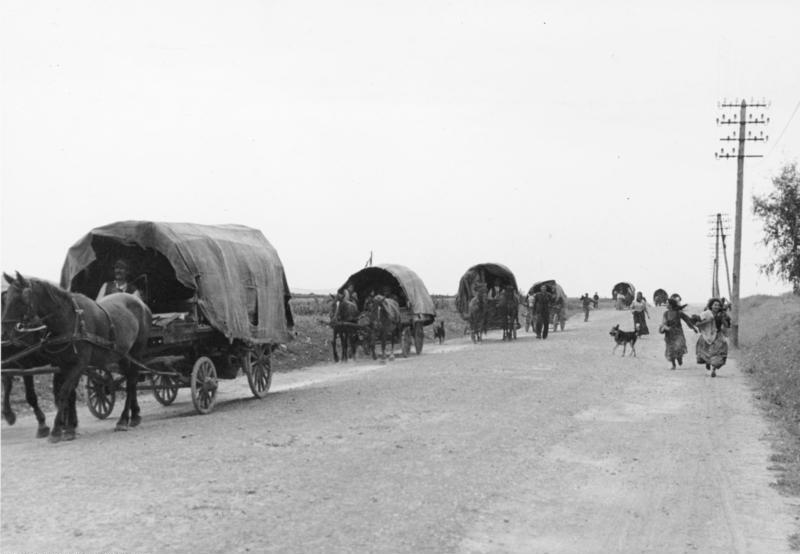
Convoglio di Rom che lascia Lemberg (Leopoli), 1941

### Porajmos

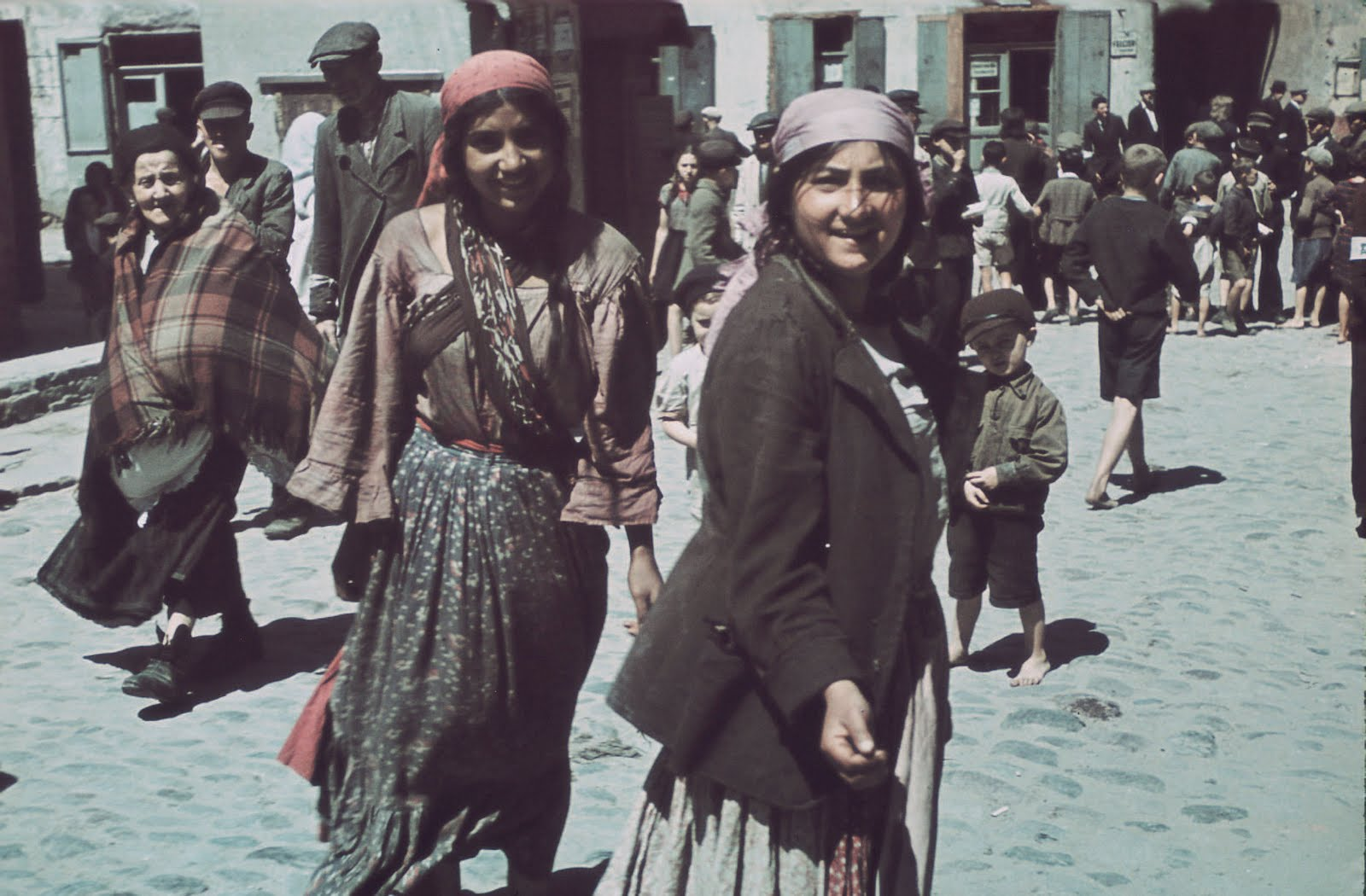
Donne rom nel ghetto di Lublino, 1940

Dopo l'invasione e l'occupazione tedesca della Polonia, i nazisti realizzarono un genocidio pianificato della popolazione rom come parte della soluzione finale. I rom polacchi, insieme ad altri gruppi romanì in Polonia, furono molto colpiti. In genere, mentre altri Rom venivano solitamente collocati in ghetti e poi inviati ai campi di concentramento nazisti, le SS tedesche di solito uccidevano i rom polacchi (così come i Bergitka) in esecuzioni di massa in foreste e luoghi appartati (ad esempio nel massacro di Szczurowa). 

### Dopo la seconda guerra mondiale

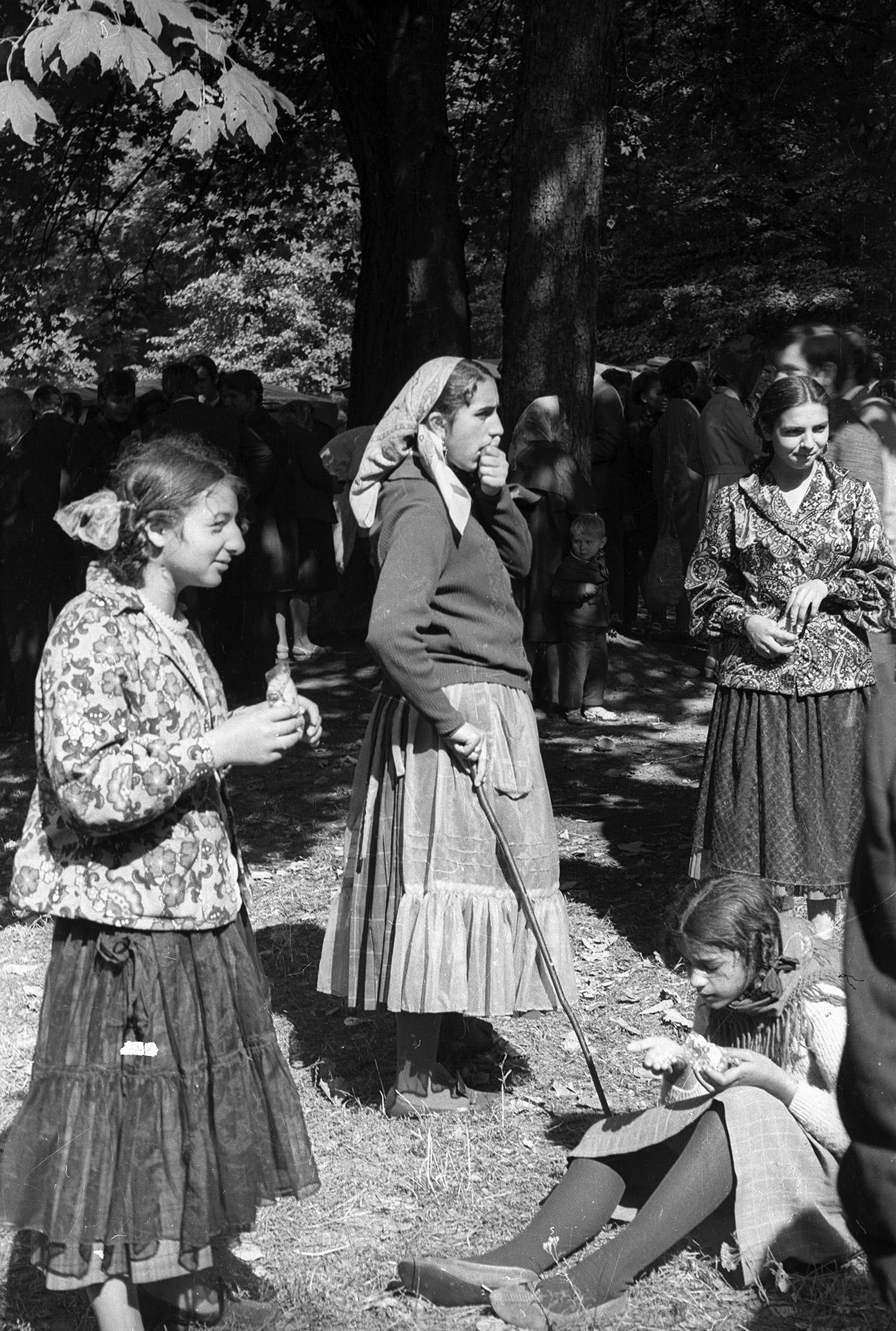
Ragazze rom vicino a Konin, 1970

Mentre prima della seconda guerra mondiale una piccola parte della Polska Roma era diventata sedentaria, la maggior parte ha continuato un tradizionale stile di vita nomade. A differenza di Lovari e Kalderash, che spesso erano impegnati in viaggi transnazionali in tutta Europa, la Polska Roma tendeva a rimanere all'interno dei confini della Polonia interbellica o dei paesi vicini. 
Dopo la guerra, tuttavia, il governo comunista della Polonia popolare istituì una politica volta alla sedentarizzazione della popolazione Rom sopravvissuta all'Olocausto. Inizialmente questo prese la forma di incentivi finanziari - compresi alloggi gratuiti e "fondi di liquidazione" - ma poiché la politica non raggiunse gli obiettivi sperati dalle autorità comuniste, alla fine degli anni '50 la politica si trasformò in una soluzione di insediamento forzato e di divieto assoluto dello stile di vita "nomade". Tutti i rom polacchi dovettero registrarsi, il "vagabondaggio" fu messo fuori legge e i genitori rom venivano spesso incarcerati se i loro figli non avevano frequentato la stessa scuola durante tutto l'anno (cosa impossibile nel contesto di uno stile di vita nomade). Questa politica forzosa portò alla sedentarizzazione di circa l'80% dei rom precedentemente nomadi, mentre una piccola parte continuò i propri costumi tradizionali in clandestinità. Altri ancora emigrarono all'estero. 
La poetessa Papusza (Bronisława Wajs) divenne famoso a livello nazionale durante questo periodo, così come suo nipote, Edward Dębicki. 

## I rom polacchi oggi
Oggi i rom polacchi vivono principalmente nella Polonia sud-orientale, nella zona intorno a Nowy Sącz, a Podhale e Spisz .
Nel giugno 1991 si verificò il pogrom di Mława, una serie di episodi violenti contro i rom polacchi che scoppiò dopo che un uomo fu ucciso e un altro gravemente ferito quando un adolescente romani investì tre persone ad un passaggio pedonale. Dopo l'incidente una folla in rivolta ha attaccato i ricchi insediamenti romani nella città polacca di Mława. Sia il capo della polizia di Mława che i ricercatori di sociologia dell'Università di Varsavia  hanno affermato che il pogrom era principalmente dovuto all'invidia di classe (alcuni romanì erano diventati ricchi con il commercio dell'oro e dell'automobile). A quel tempo, il sindaco della città, così come i rom coinvolti e altri residenti, dissero che l'incidente era principalmente motivato dal punto di vista razziale.
Durante la copertura della rivolta, è stato menzionato un cambiamento negli stereotipi etnici sui rom in Polonia: un rom non è più povero, sporco o allegro. Inoltre non supplicano o fingono di essere umili. Oggi un rom guida un'auto di alto livello, vive in una villa signorile, ostenta la sua ricchezza, si vanta che le autorità locali e la polizia sono a suo libro-paga e quindi non ha paura di nessuno. Allo stesso tempo è, come prima, un imbroglione, un ladro, un renitente alla leva militare e un titolare di un lavoro legale e dignitoso. I "meta-stereotipi" negativi - o le stesse percezioni dei rom riguardo agli stereotipi che i membri dei gruppi dominanti detengono nei confronti del proprio gruppo - sono stati descritti dalla Società Rom Polacca nel tentativo di intensificare il dialogo sull'esclusione sociale.